# Duppacher Maar
Das Naturschutzgebiet Duppacher Maar liegt im Landkreis Vulkaneifel in Rheinland-Pfalz auf dem Gebiet der Ortsgemeinde Duppach. Das Gebiet erstreckt sich westlich des Kernortes Duppach. Durch das Gebiet hindurch fließt der Dreisbach, ein rechter Zufluss des Oosbaches, östlich verläuft die Landesstraße L 24.

## Bedeutung
Das rund 67 ha große Gebiet wurde im Jahr 1983 unter der Kennung 7233-011 unter Naturschutz gestellt. Es handelt sich um einen durch Maarvulkanismus entstandenen Explosionstrichter mit Schlackentuffen, Basaltstrom und Mineralquelle. Schutzzweck ist die Erhaltung des Gebietes wegen seiner geologischen Bedeutung und landschaftlichen Besonderheit.